# Мелоді-Гілл (Індіана)
Мелоді-Гілл (англ. Melody Hill) — переписна місцевість (CDP) в США, в окрузі Вандерберг штату Індіана. Населення — 3689 осіб (2020).

## Географія
Мелоді-Гілл розташоване за координатами 38°1′28″ пн. ш. 87°30′49″ зх. д. / 38.02444° пн. ш. 87.51361° зх. д. (38.024506, -87.513488).  За даними Бюро перепису населення США в 2010 році переписна місцевість мала площу 3,57 км², з яких 3,52 км² — суходіл та 0,04 км² — водойми.

## Демографія
Згідно з переписом 2010 року, у переписній місцевості мешкало 3628 осіб у 1387 домогосподарствах у складі 1066 родин. Густота населення становила 1017 осіб/км².  Було 1449 помешкань (406/км²).
Расовий склад населення:
| - 93,9 % — білих - 3,4 % — чорних або афроамериканців - 1,2 % — азіатів - 0,1 % — корінних американців |

До двох чи більше рас належало 1,2 %. Частка іспаномовних становила 1,5 % від усіх жителів.
За віковим діапазоном населення розподілялося таким чином: 24,7 % — особи молодші 18 років, 60,7 % — особи у віці 18—64 років, 14,6 % — особи у віці 65 років та старші. Медіана віку мешканця становила 40,9 року. На 100 осіб жіночої статі у переписній місцевості припадало 95,8 чоловіків;  на 100 жінок у віці від 18 років та старших — 93,6 чоловіків також старших 18 років.
Середній дохід на одне домашнє господарство  становив 84 120 доларів США (медіана — 75 436), а середній дохід на одну сім'ю — 83 623 долари (медіана — 81 250). Медіана доходів становила 55 089 доларів для чоловіків та 38 450 доларів для жінок. За межею бідності перебувало 3,9 % осіб, у тому числі 4,3 % дітей у віці до 18 років та 3,9 % осіб у віці 65 років та старших.
Цивільне працевлаштоване населення становило 2013 особи. Основні галузі зайнятості: освіта, охорона здоров'я та соціальна допомога — 20,8 %, роздрібна торгівля — 15,6 %, виробництво — 11,2 %, фінанси, страхування та нерухомість — 9,8 %.